# Matthäus Schmidlechner
Matthäus Schmidlechner (* 23. Juli 1976 in Thalgau) ist ein österreichischer Opernsänger (Tenor).

## Leben
Matthäus Schmidlechner besuchte eine Höhere Technische Lehranstalt für Elektronik, wo er die Matura ablegte und war anschließend fünf Jahre lang als Sozialarbeiter tätig. Nebenbei begann er im Jahre 2001 ein Studium des Konzertfaches „Gesang“ bei William Mason und Kurt Azesberger an der Anton Bruckner Privatuniversität in Linz, das er im Februar 2005 mit der Diplomprüfung zum „Bachelor of Arts“ mit Auszeichnung abschloss. Er setzte seine Ausbildung bei Thomas Kerbl in den Fächern Lied, Oratorium und Oper mit einem Ernst Krenek – Schwerpunkt fort und schloss es im Jahre 2007 mit Abschlussprüfungen im Rahmen öffentlicher Uni-Veranstaltungen ab. Ergebnis dieses Studiums ist eine Arbeit über den Einfluss Schuberts auf das Werk Ernst Kreneks.
Sein Bühnendebüt feierte Schmidlechner während seines Gesangsstudiums im Mai 2003 am Landestheater Linz mit fünf Rezitativ-Sätzen des Arbace in Idomeneo. Weitere Auftritte in der Zauberflöte und in der Neubearbeitung „Crazy for You“ des Gershwin–Musicals „Girl Crazy“ folgten im Oktober des gleichen Jahres. Seither ist Schmidlechner – zunächst als Gast und ab 2007/08 fix im Ensemble – am Landestheater Linz (seit 2013 an der Spielstätte Musiktheater Linz) engagiert. Neben diesem Engagement im Bereich Oper, Operette und Musical bildet der Liedgesang, insbesondere der Liederzyklus „Reisebuch aus den österreichischen Alpen“ op. 62 von Ernst Krenek aus dem Jahre 1929 einen zweiten Schwerpunkt.
Gastauftritte führen ihn nach Bad Hall, zum Musikfestival Steyr, zur Leonfeldner Kantorei, zum Opernfestival „Oper Klosterneuburg“, ins Theater Ulm, zu Operettenaufführungen ins Schlosstheater Schönbrunn und zum Mozart Festival in Kawaminami (Japan). Seit 2007 wirkt Schmidlechner in der „Kulturfabrik Helfenberg“ seines Lehrers William Mason mit.
Schmidlechner lebt mit seiner Frau Sonja, einer Musikschullehrerin, und den beiden Kindern in Wilhering.

## Repertoire (Auswahl)

### Oper
- Cleon in „Tarquin“ op. 90 von Ernst Krenek
- Lehrer in „Lady Macbeth von Mzensk“ von Dmitri Dmitrijewitsch Schostakowitsch
- Linfea in „La Calisto“ von Francesco Cavalli
- Titelpartie in „Platée“ von Jean-Philippe Rameau
- Titelpartie in „Albert Herring“ von Benjamin Britten
- Basilio in „Le nozze di Figaro“ KV 492 von Wolfgang Amadeus Mozart
- Andrès, Cochenille, Pitichinaccio und Frantz in „Hoffmanns Erzählungen“ von Jacques Offenbach
- Goro in „Madama Butterfly“ von Giacomo Puccini
- Wenzel (Vašek) in „Die verkaufte Braut“ von Bedřich Smetana
- Mime in „Das Rheingold“ und „Siegfried“ von Richard Wagner
- Valzacchi in „Der Rosenkavalier“ von Richard Strauss
- Monostatos in „Die Zauberflöte“ von Wolfgang Amadeus Mozart
- Dancaïro in „Carmen“ von Georges Bizet
- Prolog und Quint in „The Turn of the Screw“ von Benjamin Britten

### Operette
- Graf Gustav von Pottenstein  (Gustl) in „Das Land des Lächelns“ von Franz Lehár
- Adam, der Vogelhändler in „Der Vogelhändler“ von Carl Zeller
- Boni/Bonifaziu in „Die Csárdásfürstin“ von Emmerich Kálmán

## Diskografie
- Anton Bruckner: Weltliche Männerchöre Vol.2 / Dirigent: Thomas Kerbl

## Bibliografie
- Matthäus Schmidlechner: Reisebuch aus den Österreichischen Alpen – Der Einfluss Schuberts auf das Werk Ernst Kreneks. VDM Verlag, Saarbrücken 2010, ISBN 978-3-639-26492-0.

## Auszeichnungen
- 2015: Richard Tauber Medaille der Freunde des Linzer Musiktheaters